# Allophatnus fulvipes
Allophatnus fulvipes är en stekelart som beskrevs av Cameron 1905. Allophatnus fulvipes ingår i släktet Allophatnus och familjen brokparasitsteklar. Inga underarter finns listade i Catalogue of Life.